# Belmondo, itinéraire...
Belmondo, itinéraire è un documentario francese del 2011 diretto da Vincent Perrot.
Questo documentario è stato trasmesso contemporaneamente sul canale France 2 e sulla Croisette durante il Festival di Cannes 2011, dove Jean-Paul Belmondo ha ricevuto la Palma d'oro per la sua carriera.
Con l'intervento di attori, registi e altri collaboratori come Bertrand Blier, Claudia Cardinale, Vincent Cassel, Clovis Cornillac, Alain Delon.

## Trama
Il documentario narra la vita e la carriera di Jean-Paul Belmondo, in arte "Bebel", prolifico attore francese in attività dal 1956 al 2008.